# Championnat de France Pro A de tennis de table 2023-2024
Navigation
Pro A 2022-2023 Pro A 2024-2025
Le Championnat de France Pro A de tennis de table 2023-2024 est la 21e édition du Championnat de France Pro A de tennis de table, plus haut niveau des championnats de France de tennis de table par équipes. Il oppose les 10 meilleures équipes de France dans le championnat masculin et les douze meilleures équipes féminines.

## Organisation 2023-2024
- En Pro A messieurs, il n'y a plus qu'une seule descente en PRO B. Le dernier de la poule est relégué à l'issue de la saison. Les rencontres se déroulent au meilleur des 5 parties (3 - 0; 3 - 1; 3 - 2). En raison des jeux olympiques, les plays offs ne sont pas maintenus cette année pour les messieurs. Le Champion de France est désigné à l'issue de la saison régulière.

- En Pro A Dames, la saison régulière se dispute dans une poule unique. En fin de saison se déroule les play offs pour le titre de championnes de France et pour la relégation. Les équipes classées aux deux premières places seront rejointes par les deux formations sorties victorieuses d'un barrage entre les équipes classées de la 3e à la 6e place pour disputer le titre de Championnes de France.

## PRO A Messieurs

### Équipes
| Equipe                     | Dernière montée | Classement 2022-2023 | Nombre de titres | Joueurs                                                                                   | Entraîneur           | Président            |
| -------------------------- | --------------- | -------------------- | ---------------- | ----------------------------------------------------------------------------------------- | -------------------- | -------------------- |
| Les Loups d'Angers         | 2000            | Demi-finaliste       | 2                | João Geraldo Jon Persson Hampus Nordberg Bastien Rembert                                  | Drapeau de la France | Gérard Sarazin       |
| Caen TTC                   | 2019            | 8eme                 | 0                | Antoine Hachard Stéphane Ouaiche Niagol Stoyanov Yang Wang Anders Lind                    | Drapeau de la France | Drapeau de la France |
| Chartres ASTT              | 2021            | 6eme                 | 4                | Alberto Mino Bence Majoros Vitor Seiji Ishiy Antoine Noirault Horacio Cifuentes           | Drapeau de la France | Drapeau de la France |
| GV Hennebont               | 2003            | Champion             | 5                | Liam Pitchford Vladimir Sidorenko Kristian Karlsson Iulian Chirita                        | Drapeau de la France | Drapeau de la France |
| AS Pontoise-Cergy TT       | 2004            | 9eme                 | 2                | Lim Jong-hoon Marcos Freitas Tristan Flore Mehdi Bouloussa Joao Monteiro Oh Jun-sung      | Drapeau de la France | Drapeau de la France |
| Alliance Nîmes-Montpellier | 2023            | Pro B                | 0                | Félix Lebrun Alexis Lebrun Manav Vikash Thakkar Esteban Dorr Grégoire Jean Brian Afanador | Drapeau de la France | Drapeau de la France |
| Morez Haut-Jura            | 2014            | Demi-finaliste       | 1                | Xiang Peng Liu Dingshuo Sathiyan Gnanasekaran Benedek Olah Bojan Tokič Lubomír Jančařík   | Drapeau de la France | Drapeau de la France |
| SS La Romagne              | 2007            | 5eme                 | 1                | Xu Yingbin Chen Tianyuan Nima Alamian Léo de Nodrest Ibrahima Diaw                        | Drapeau de la France | Drapeau de la France |
| Rouen SPO                  | 2017            | Finaliste            | 0                | Robert Gardos Alexandre Cassin Alexandre Robinot Lilian Bardet Vitaly Efimov              | Drapeau de la France | Drapeau de la France |
| Thorigné-Fouillard TT      | 2022            | 7eme                 | 0                | Noshad Alamian Jules Rolland Vincent Picard Arthur Abusev                                 | Drapeau de la France | Drapeau de la France |

| \| Les Loups d'Angers Chartres ASTT GV Hennebont Morez Haut-Jura AS Pontoise-Cergy TT Caen TTC SS La Romagne Rouen SPO Thorigné-Fouillard TT Alliance Nîmes-Montpellier \| Localisation des clubs engagés dans le championnat. |
| Les Loups d'Angers Chartres ASTT GV Hennebont Morez Haut-Jura AS Pontoise-Cergy TT Caen TTC SS La Romagne Rouen SPO Thorigné-Fouillard TT Alliance Nîmes-Montpellier                                                           |

### Résultats
| Résultats (dom.\ext.)                                      | Ang | Cae | Cha | Hen | Mor | N/M | Pon | Rou | La R | Tho |
| Les Loups d'Angers                                         |     | 3-1 | 1-3 | 3-2 | 3-2 | 0-3 | 3-0 | 3-1 | 0-3  | 3-0 |
| Caen TTC                                                   | 3-0 |     | 1-3 | 2-3 | 3-2 | 3-0 | 1-3 | 3-1 | 3-0  | 1-3 |
| Chartres ASTT                                              | 1-3 | 1-3 |     | 3-1 | 2-3 | 3-0 | 0-3 | 0-3 | 1-3  | 3-2 |
| GV Hennebont                                               | 3-2 | 3-1 | 3-2 |     | 2-3 | 3-0 | 2-3 | 3-0 | 3-1  | 0-3 |
| Morez Haut-Jura                                            | 0-3 | 3-1 | 3-2 | 3-1 |     | 3-0 | 1-3 | 0-3 | 3-2  | 0-3 |
| Alliance Nîmes-MTT                                         | 3-1 | 3-0 | 3-0 | 3-1 | 3-1 |     | 3-2 | 2-3 | 3-0  | 3-0 |
| AS Pontoise-Cergy                                          | 3-1 | 3-2 | 3-2 | 3-2 | 1-3 | 3-1 |     | 3-1 | 3-1  | 3-0 |
| Rouen SPO                                                  | 3-1 | 3-1 | 1-3 | 3-0 | 3-1 | 3-1 | 1-3 |     | 3-2  | 3-1 |
| SS La Romagne                                              | 3-2 | 3-2 | 2-3 | 2-3 | 3-1 | 3-1 | 3-0 | 2-3 |      | 3-1 |
| Thorigné-Fouillard TT                                      | 2-3 | 3-1 | 2-3 | 3-2 | 1-3 | 1-3 | 3-2 | 2-3 | 3-1  |     |
| - Victoire à domicile - Match nul - Victoire à l'extérieur |     |     |     |     |     |     |     |     |      |     |

### Classement Général
Classements par équipe du championnat de France de PRO A messieurs saison 2023 - 2024.
Général
| Rang | Équipe                   | Pts | J  | V  | N | D  | F | Pp | Pc | Diff |
| ---- | ------------------------ | --- | -- | -- | - | -- | - | -- | -- | ---- |
| 1    | AS Pontoise-Cergy TT     | 44  | 18 | 13 | 0 | 5  | 0 | 44 | 30 | +14  |
| 2    | Rouen SPO                | 41  | 18 | 12 | 0 | 6  | 0 | 41 | 31 | +10  |
| 3    | SS La Romagne            | 37  | 18 | 8  | 0 | 10 | 0 | 37 | 38 | -1   |
| 4    | GV Hennebont             | 37  | 18 | 8  | 0 | 10 | 0 | 37 | 40 | -3   |
| 5    | Alliance Nîmes-MTT Promu | 35  | 18 | 10 | 0 | 8  | 0 | 35 | 30 | +5   |
| 6    | Les Loups d'Angers       | 35  | 18 | 9  | 0 | 9  | 0 | 35 | 36 | -1   |
| 7    | Morez Haut-Jura          | 35  | 18 | 9  | 0 | 9  | 0 | 35 | 39 | -4   |
| 8    | Chartres ASTT            | 35  | 18 | 8  | 0 | 10 | 0 | 35 | 40 | -5   |
| 9    | Thorigné-Fouillard TT    | 33  | 18 | 7  | 0 | 11 | 0 | 33 | 40 | -7   |
| 10   | Caen TTC                 | 32  | 18 | 6  | 0 | 12 | 0 | 32 | 40 | -8   |

- AS Pontoise-Cergy TT remporte son troisième titre de Champion de France[1],[2],[3].
- L'équipe victorieuse est composée de Lim Jong-hoon, Marcos Freitas, Tristan Flore, Joao Pedro Monteiro, Mehdi Bouloussa et Oh Jun-sung.
- Meilleurs scoreurs[2] :
  - Xu Yingbin (15v 1d) – 93,75% - La Romagne SS
  - Lim Jong-hoon (7v 1d) – 87,5% - Pontoise-Cergy AS
  - Félix Lebrun (13v 2d) – 86,7% - Montpellier/Nimes Alliance
  - Tianyuan Chen (15v 4d) – 78,9% - La Romagne SS
  - Xiang Peng (18v 5d) – 78,3% - Jura Morez TT

### Parcours en coupes d'Europe
| Club                            | Compétition                                      | Résultat                                | Ultime(s) adversaire(s)            | Ultime(s) adversaire(s)            |
| ------------------------------- | ------------------------------------------------ | --------------------------------------- | ---------------------------------- | ---------------------------------- |
| GV Hennebont                    | Ligue des champions de tennis de table 2023-2024 | Deuxième tour                           | KS Działdowo                       | TTC Wiener Neustadt                |
| AS Pontoise-Cergy TT            | Ligue des champions de tennis de table 2023-2024 | Deuxième tour (reversé en ETTU cup)     | FC Sarrebruck                      | SKST Havířov                       |
| AS Pontoise-Cergy TT            | ETTU Cup 2023-2024                               | Demi-finale                             | Dartom Bogoria Grodzisk Mazowiecki | Dartom Bogoria Grodzisk Mazowiecki |
| Lille Métropole Tennis de table | ETTU Cup 2023-2024                               | Premier tour (reversé en Europe Trophy) | Real Club Cajasur Priego           | SPG Linz                           |
| Lille Métropole Tennis de table | Europe Trophy 2023-2024                          | Demi-finale                             | Panathinaikos                      | Panathinaikos                      |

## PRO A Dames

### Equipes
| \| ASRTT Étival-Raon TT Joué-lès-Tours Grand-Quevilly Metz TT Poitiers TTACC Quimper CTT St-Denis Saint Pierraise Alliance Nîmes-Montpellier TT Saint-Quentin Schiltigheim SU \| Localisation des clubs engagés dans le championnat. |
| ASRTT Étival-Raon TT Joué-lès-Tours Grand-Quevilly Metz TT Poitiers TTACC Quimper CTT St-Denis Saint Pierraise Alliance Nîmes-Montpellier TT Saint-Quentin Schiltigheim SU                                                           |

### Classement Général
| Rang | Équipe               | Pts | J  | V  | N | D  | F | Pp | Pc | Diff |
| ---- | -------------------- | --- | -- | -- | - | -- | - | -- | -- | ---- |
| 1    | TT Saint-Quentin     | 30  | 11 | 10 | 0 | 1  | 0 | 30 | 12 | +18  |
| 2    | Metz TT              | 29  | 11 | 9  | 0 | 2  | 0 | 29 | 15 | +14  |
| 3    | Saint-Denis US 93 TT | 26  | 11 | 7  | 0 | 4  | 0 | 26 | 17 | +9   |
| 4    | ASRTT Étival-Raon    | 26  | 11 | 7  | 0 | 4  | 0 | 26 | 19 | +7   |
| 5    | Schiltigheim SU      | 25  | 11 | 7  | 0 | 4  | 0 | 25 | 18 | +7   |
| 6    | Saint Pierraise ENT  | 23  | 11 | 7  | 0 | 4  | 0 | 23 | 18 | +5   |
| 7    | TT Joué-lès-Tours    | 23  | 11 | 6  | 0 | 5  | 0 | 23 | 23 | 0    |
| 8    | Alliance MTT/Nîmes   | 21  | 11 | 4  | 0 | 7  | 0 | 21 | 25 | -4   |
| 9    | Bayard Argentan TT   | 18  | 11 | 4  | 0 | 7  | 0 | 18 | 26 | -8   |
| 10   | ALCL Grand-Quevilly  | 18  | 11 | 2  | 0 | 9  | 0 | 18 | 30 | -12  |
| 11   | Poitiers TTACC       | 15  | 11 | 3  | 0 | 8  | 0 | 15 | 28 | -13  |
| 12   | Quimper CTT promu    | 10  | 11 | 0  | 0 | 11 | 0 | 10 | 33 | -23  |

Qualifications
- 1er et 2e : qualification directe pour les demi-finales
- 3e au 6e : qualification pour les barrages

#### Playdown
C’est contre toute attente l’équipe de l'ALCL Grand-Quevilly qui s’incline face à Argentan Bayard, après que la lanterne rouge Quimper Cornouaille (0v, 11d en phase régulière) ait réussi à se sauver en playdown.

#### Playoffs
Après la saison régulière se déroulent les playoffs pour le titre de championnes de France et pour la relégation.
Les équipes classées aux deux premières places seront rejointes par les deux formations sorties victorieuses d'un barrage entre les équipes classées entre la 3e et la 6e place pour disputer le titre de Championnes de France.
|  | Quarts de finale     | Quarts de finale    |                      |       | Demi-finales     | Demi-finales |  |  | Finale | Finale |
|  | Quarts de finale     | Quarts de finale    |                      |       | Demi-finales     | Demi-finales |  |  | Finale | Finale |
|  |                      |                     |                      |       |                  |              |  |  |        |        |
|  | Allers , retours     |                     |                      |       |                  |              |  |  |        |        |
|  |                      |                     |                      |       |                  |              |  |  |        |        |
|  | TT Saint-Quentin     | 3 ; 3               |                      |       |                  |              |  |  |        |        |
|  | TT Saint-Quentin     | 3 ; 3               | Schiltigheim SU      | 3 ; 0 |                  |              |  |  |        |        |
|  | Saint-Denis US 93 TT | 1 ; 0               | Schiltigheim SU      | 3 ; 0 |                  |              |  |  |        |        |
|  | Saint-Denis US 93 TT | 1 ; 0               | Saint-Denis US 93 TT | 1 ; 3 |                  |              |  |  |        |        |
|  |                      |                     | Saint-Denis US 93 TT | 1 ; 3 | TT Saint-Quentin | 3 ; 3        |  |  |        |        |
|  |                      |                     |                      |       | TT Saint-Quentin | 3 ; 3        |  |  |        |        |
|  |                      | Saint Pierraise ENT | 1 ; 0                |       |                  |              |  |  |        |        |
|  | ASRTT Étival-Raon    | Saint Pierraise ENT | 1 ; 0                | 2 ; 1 |                  |              |  |  |        |        |
|  | ASRTT Étival-Raon    | Saint Pierraise ENT | 3 ; 2                | 2 ; 1 |                  |              |  |  |        |        |
|  | Saint Pierraise ENT  | Saint Pierraise ENT | 3 ; 2                | 3 ; 3 |                  |              |  |  |        |        |
|  | Saint Pierraise ENT  | Metz TT             | 1 ; 3                | 3 ; 3 |                  |              |  |  |        |        |
|  |                      | Metz TT             | 1 ; 3                |       |                  |              |  |  |        |        |

##### Finale
| 25 et 27 avril 2024 | TT Saint-Quentin | 3-1 ; 3-0 | Saint Pierraise ENT |  |  |
|                     |                  |           |                     |  |  |

| Saint Pierraise ENT   | 1–3                | TT Saint-Quentin        | Saint-Pierre, 25 avril 2024    |
| --------------------- | ------------------ | ----------------------- | ------------------------------ |
| Détail des matches    | Détail des matches | Détail des matches      | Durée :                        |
| Océane Guisnel        | 0-3                | Camille Lutz            | 3:11, 8:11, 15:17              |
| Stéphanie Loeuillette | 3-0                | Daniela Monteiro Dodean | 12:10, 14:12, 11:6             |
| Lucie Gauthier        | 1-3                | Polina Mikhaïlova       | 11:5, 9:11, 5:11, 9:11         |
| Océane Guisnel        | 2-3                | Linda Bergström         | 6:11, 13:11, 13:15, 11:9, 6:11 |

| TT Saint-Quentin   | 3–0                | Saint Pierraise ENT   | Saint-Quentin, 27 avril 2024 |
| ------------------ | ------------------ | --------------------- | ---------------------------- |
| Détail des matches | Détail des matches | Détail des matches    | Durée :                      |
| Camille Lutz       | 3-0                | Océane Guisnel        | 11:4, 11:8, 12:10            |
| Polina Mikhaïlova  | 3-1                | Stéphanie Loeuillette | 8:11, 11:9, 11:9, 12:10      |
| Linda Bergström    | 3-2                | Lucie Gauthier        | 11:8, 9:11, 5:11, 11:6, 11:9 |

- TT Saint-Quentin remporte son premier titre de championne de France[7],[8].
- L'équipe victorieuse est composée de Linda Bergström, Polina Mikhailova, Daniela Dodean, Camille Lutz et Olga Mikhaylova.
- Meilleures scoreuses :
  - Polina Mikhailova (14v 1d) – 93,33% - Saint Quentin TT
  - Chengzhu Zhu (9v 1d) – 90% - Nimes/Montpellier Alliance
  - Jieni Shao (12v 3d) – 80% - Etival-Clairefontaine ASRTT
  - Mariia Tailakova (15v 5d) – 75% - Metz TT
  - Jian Zeng (12v 4d) – 75% - Saint Pierraise ENT

### Qualification pour les coupes d'Europe
A l'issue de la saison, le Saint Quentin, Metz TT, Evital et Saint-Denis sont qualifiiés en Ligue des champions.